# ألبرتو ريوس
ألبرتو ريوس (بالإنجليزية: Alberto Ríos)‏ هو شاعر أمريكي، ولد في 18 سبتمبر 1952 في نوغاليس في الولايات المتحدة.